# سقوط بوئینگ بی-۱۷ فلایینگ فورترس (۲۰۱۹)

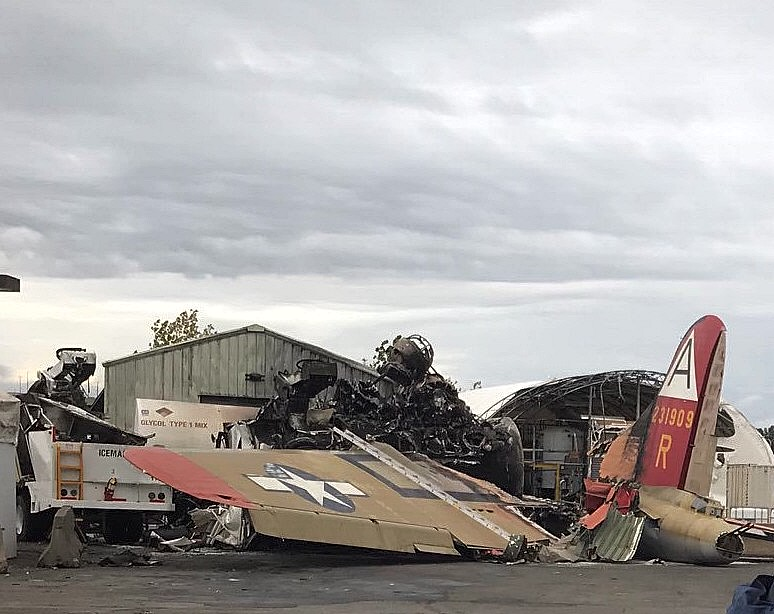
منهدم شده هواپیمای بی-۱۷ در محل سقوط

سقوط بوئینگ بی-۱۷ فلایینگ فورترس (انگلیسی: 2019 Boeing B-17 Flying Fortress crash) در تاریخ ۲ اکتبر در فرودگاه بین‌المللی بردلی، ویندسور لاکس ، کنتیکت، ایالات متحده رخ داد. این هواپیمای خصوصی که متعلق به بنیاد کولینگز بود، سیزده سرنشین داشت که هفت سرنشین آن در این حادثه کشته شدند و شش نفر دیگر و یک نفر برروی زمین مجروح شدند. هواپیما در اثر آتش‌سوزی منهدم شد و تنها بخشی از یک بال و دم باقی مانده‌است.